# Parodia rutilans
Parodia rutilans ist eine Pflanzenart aus der Gattung Parodia in der Familie der Kakteengewächse (Cactaceae). Das Artepitheton rutilans stammt aus dem Lateinischen, bedeutet ‚rötlich-orange‘ und verweist auf die Farbe der Bedornung.

## Beschreibung
Parodia rutilans wächst meist einzeln. Die trübgrünen bis leuchtend grünen kugelförmigen bis kurz zylindrischen Triebe erreichen Wuchshöhen von bis zu 15 Zentimeter. Die 16 bis 24 fast senkrechten bis leicht spiralförmigen Rippen besitzen kleine kinnartige Vorsprünge. Die darauf befindlichen großen Areole sind anfangs dicht weiß bewollt, später sind sie weniger ausgeprägt bewollt. Die ein bis zwei hell rötlich braunen Mitteldornen stehen gerade ab oder sind leicht abwärts gerichtet und weisen Längen von 0,7 bis 2,5 Zentimeter auf. Der untere ist kräftiger. Die 14 bis 16 seitlich spreizenden weißen bis gelblichen oder grauen Randdornen besitzen eine dunklere Spitze und sind bis zu 0,5 Zentimeter lang.
Die rosafarbenen bis karminroten Blüten sind im unteren Bereich gelblich weiß. Sie erreichen Längen von 3 bis 4 Zentimeter und Durchmesser von bis zu 6 Zentimeter. Ihr Perikarpell und  Blütenröhre sind mit weißer Wolle und rötlich braunen Borsten besetzt. Die Narben sind dunkel purpurrot. Die 1,5 bis 2 Zentimeter langen Früchte reißen an ihrer Basis auf und sind im oberen Teil mit schwarzen Borsten und grauen Haaren besetzt. Sie enthalten helmförmige bis glockenförmige, mattbraune Samen von bis zu 1 Millimeter Länge.

## Verbreitung und Systematik
Parodia rutilans ist in Uruguay verbreitet.
Die Erstbeschreibung als Notocactus rutilans durch Albert Ulrich Däniker und Hans Krainz wurde 1948 veröffentlicht. Nigel Paul Taylor stellte die Art 1987 in die Gattung Parodia.  Ein nomenklatorisches Synonym ist Ritterocactus rutilans (Däniker & Krainz) Doweld (1999).
Die Unterart Parodia rutilans subsp. veeniana (Vliet) Hofacker wird nicht mehr anerkannt.

## Nachweise